# Hymenocera picta
Hymenocera picta es la única especie de gamba del género Hymenocera, de la familia Hymenoceridae, orden Decapoda.
Conocido como camarón o gamba arlequin, es una especie popular en el mercado de acuariofilia, debido a su espectacular vistosidad. Aunque su mantenimiento en cautividad no es muy recomendable, ya que se alimenta casi exclusivamente de estrellas de mar.

## Morfología
La coloración base es blanca, en ocasiones con sombras rosáceas. Sobre ella tiene grandes manchas circulares o irregulares en el caparazón, el abdomen y las grandes quelas aplanadas. Las manchas, dependiendo del área geográfica, pueden ser de color marrón, con el perímetro púrpura y bordeadas de amarillo pálido, o azules y púrpura, también bordeadas de amarillo y el perímetro azul oscuro. Esta variación inclina a algunos expertos a considerar que se trata de dos especies distintas, aunque predomina el criterio de que se trata de variaciones geográficas de la misma especie, tal como lo reconocen, tanto el Registro Mundial de Especies Marinas, como el Sistema Integrado de Información Taxonómica.

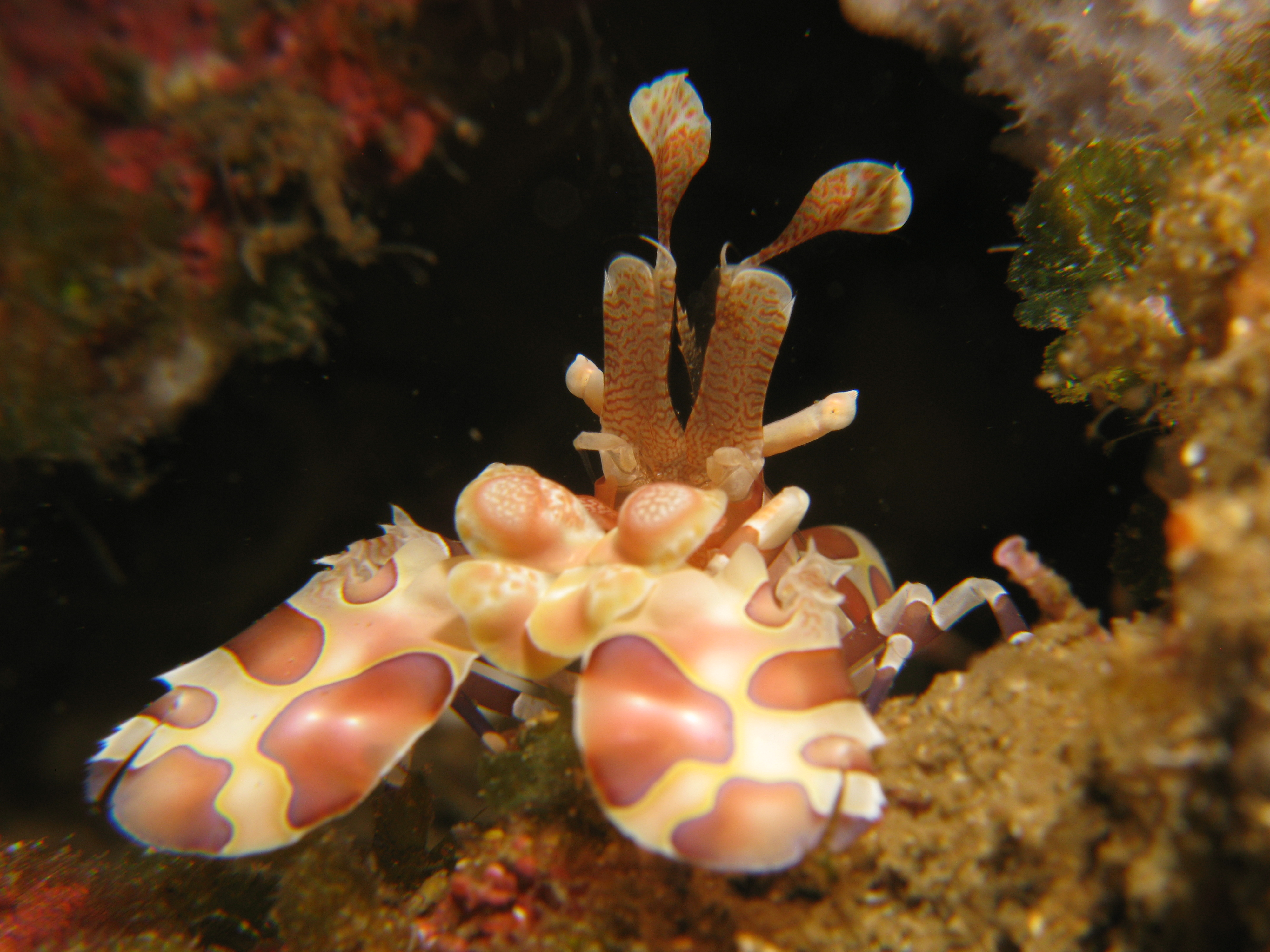
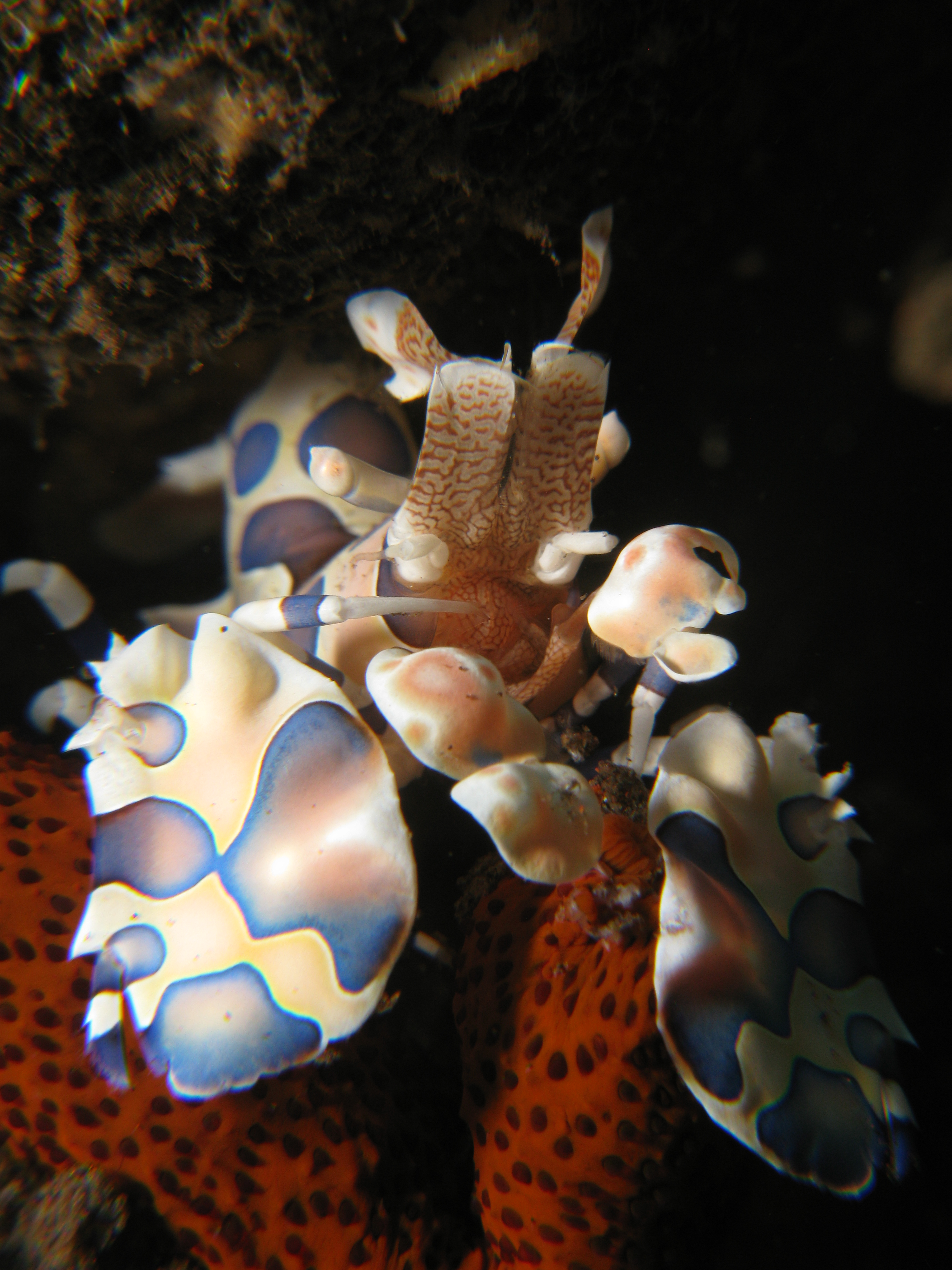

Son características distintivas morfológicas: el que las antenulas tienen un flagellum lateral muy expandido en forma foliácea; el tercer maxilípedo tiene el penúltimo segmento más ancho que el antepenúltimo, y el segundo pereiopodo con el margen de la quela muy expandido en forma foliácea.
Tamaño: Hasta 5 cm.

## Alimentación
Carnívora, se alimenta casi exclusivamente de estrellas de mar, preferentemente de los géneros Linckia, Fromia o Nardoa, pero incluso de la enorme y espinosa Acanthaster planci, que le supera en 10 veces o más en tamaño. También se reporta que se alimentan de erizos marinos.
El "modus operandi" es el siguiente: usualmente cazan en pareja y localizan su presa por el olfato, a través de sus antenulas sensoriales, una vez a su lado, le agarran un brazo con sus patas andadoras, y, apoyándose en sus dos largas quelas, levantan el brazo de la estrella de mar del fondo, tirando de él hasta darle la vuelta a la estrella completamente. Posteriormente, la arrastran en esa posición de indefensión hasta un lugar resguardado, donde empiezan a comer los pies ambulacrales y tejidos blandos, perforando la piel y el esqueleto interno de la estrella con sus quelas y maxilípedos especializados.

## Reproducción
Son sexualmente dimorfas y ovíparas. Forman parejas monógamas, mantenidas por la vigilancia de los machos. Tanto machos como hembras son agresivos con individuos del mismo sexo, y los machos pelean con su rival hasta la muerte de uno de ellos. 
Las hembras maduras desovan entre 100 y 5000 huevos cada 18-26 días, coincidiendo con su ciclo de muda. Sus larvas, de tipo zoea, atraviesan doce fases planctónicas durante 5-6 semanas, asentándose en el fondo posteriormente para metamorfosearse. Los postlarvales comienzan a comer estrellas de mar cinco días después de la metamorfosis.

## Hábitat y comportamiento
Asociada a arrecifes de coral y rocosos. Es una especie béntica. Suele vivir en pareja, aunque también ocurre solitaria.
Rango de profundidad: De 1 a 30 m.

## Distribución geográfica
Se encuentra distribuida en aguas tropicales de los océanos Índico y Pacífico, desde las costas orientales africanas, incluido el Mar Rojo, hasta las costas americanas del Pacífico. Reportándose localizaciones en Mozambique, Madagascar, Reunión, Seychelles, Sudáfrica, Mayotte, Palaos, Nueva Caledonia, Tuamotu, isla Cliperton, Polinesia Francesa, Hawái, Panamá, Colombia o las islas Galápagos.

## Galería

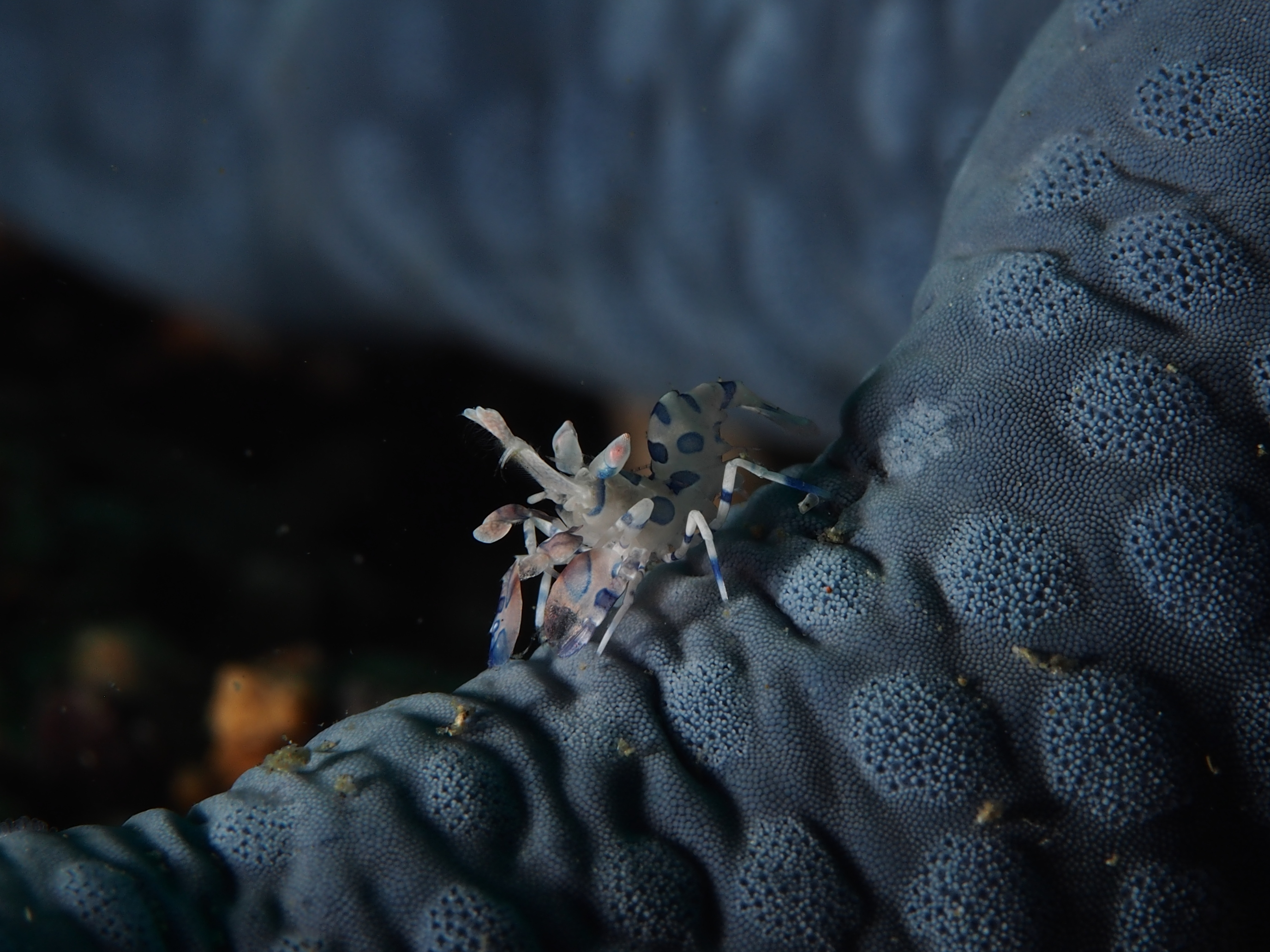
Ejemplar juvenil de H. picta  en Lembeh, Indonesia
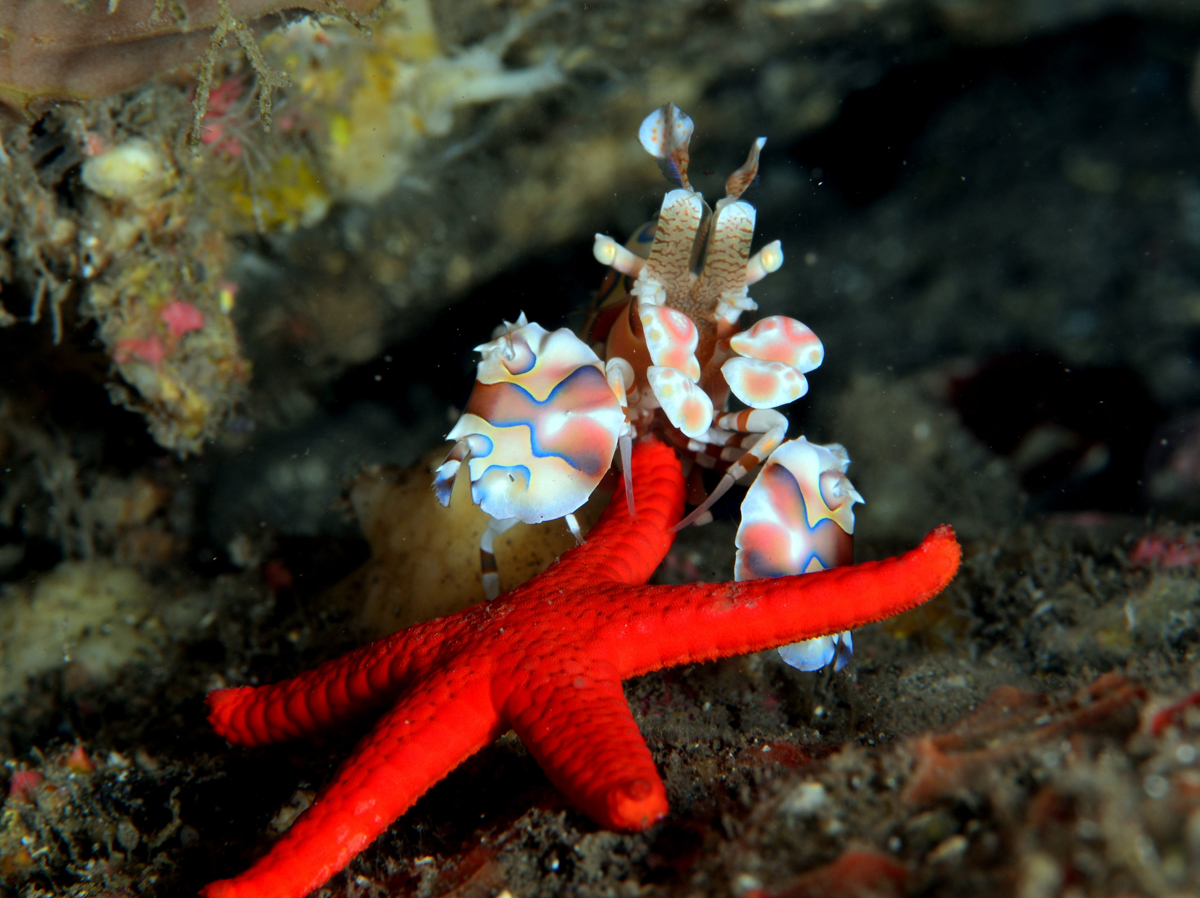
H. picta comenzando a voltear una Fromia milleporella
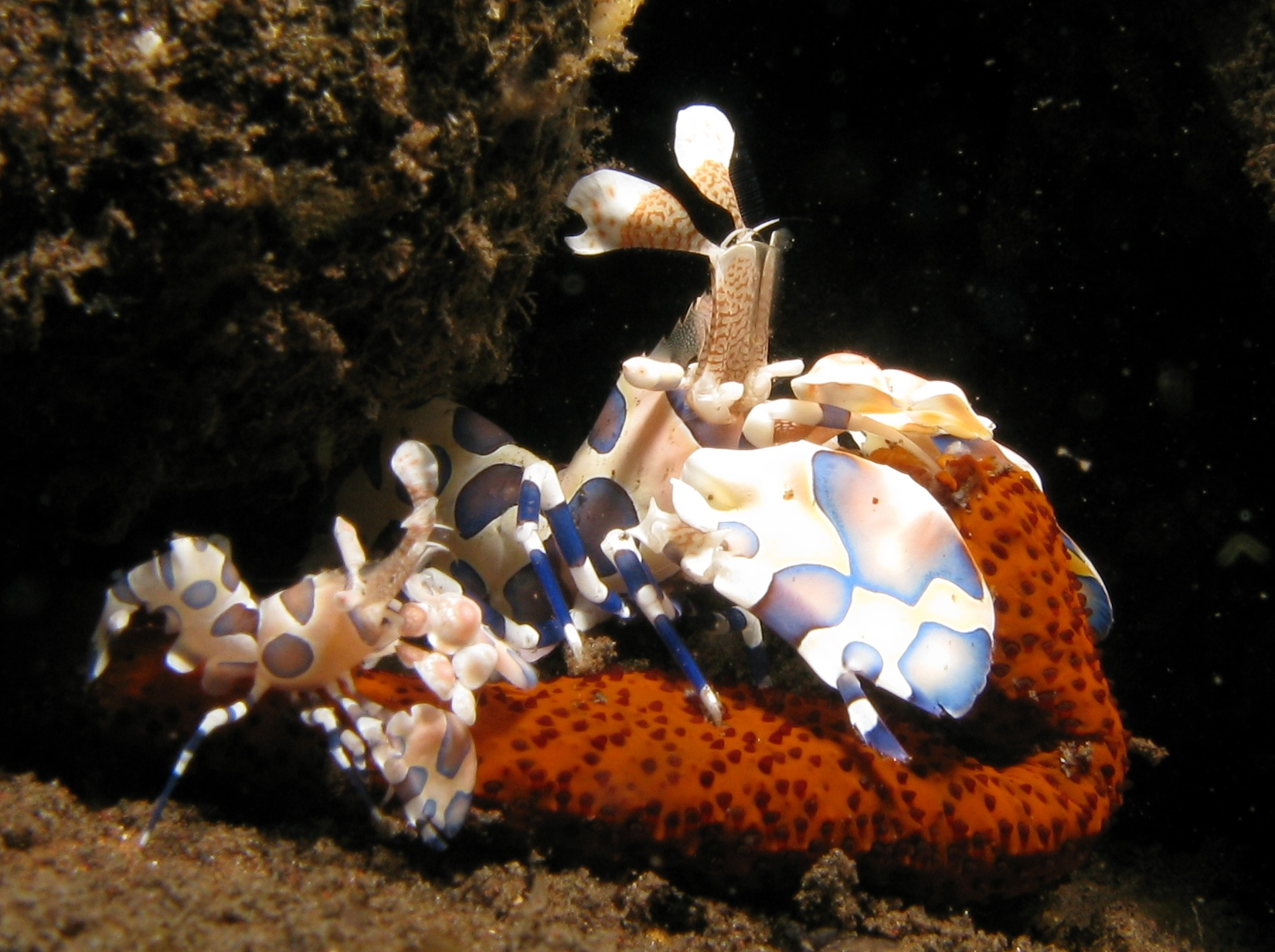
Pareja de H. picta manipulando una estrella marina
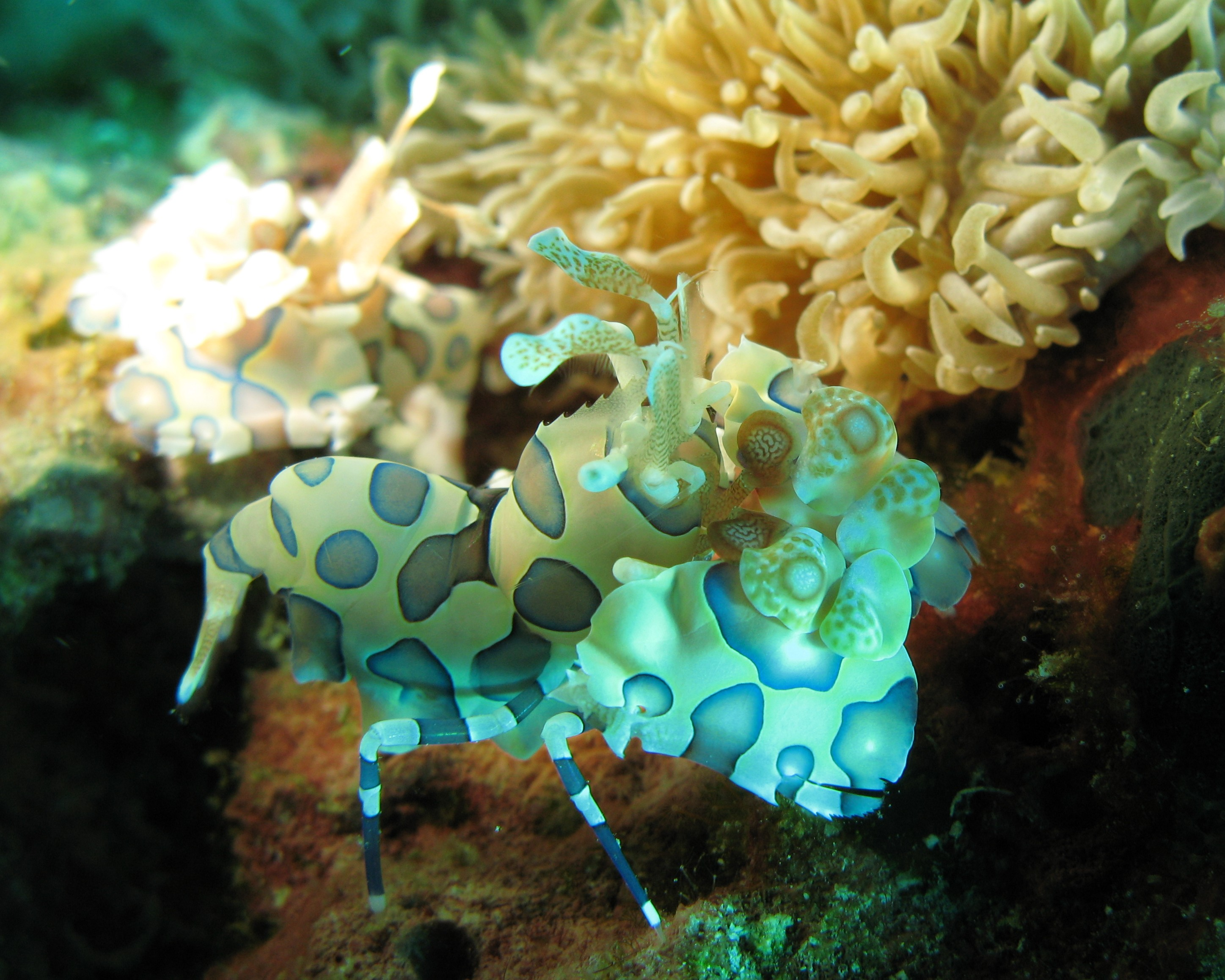
Imagen de H. picta mostrando antenulas, maxilípedos y quelas
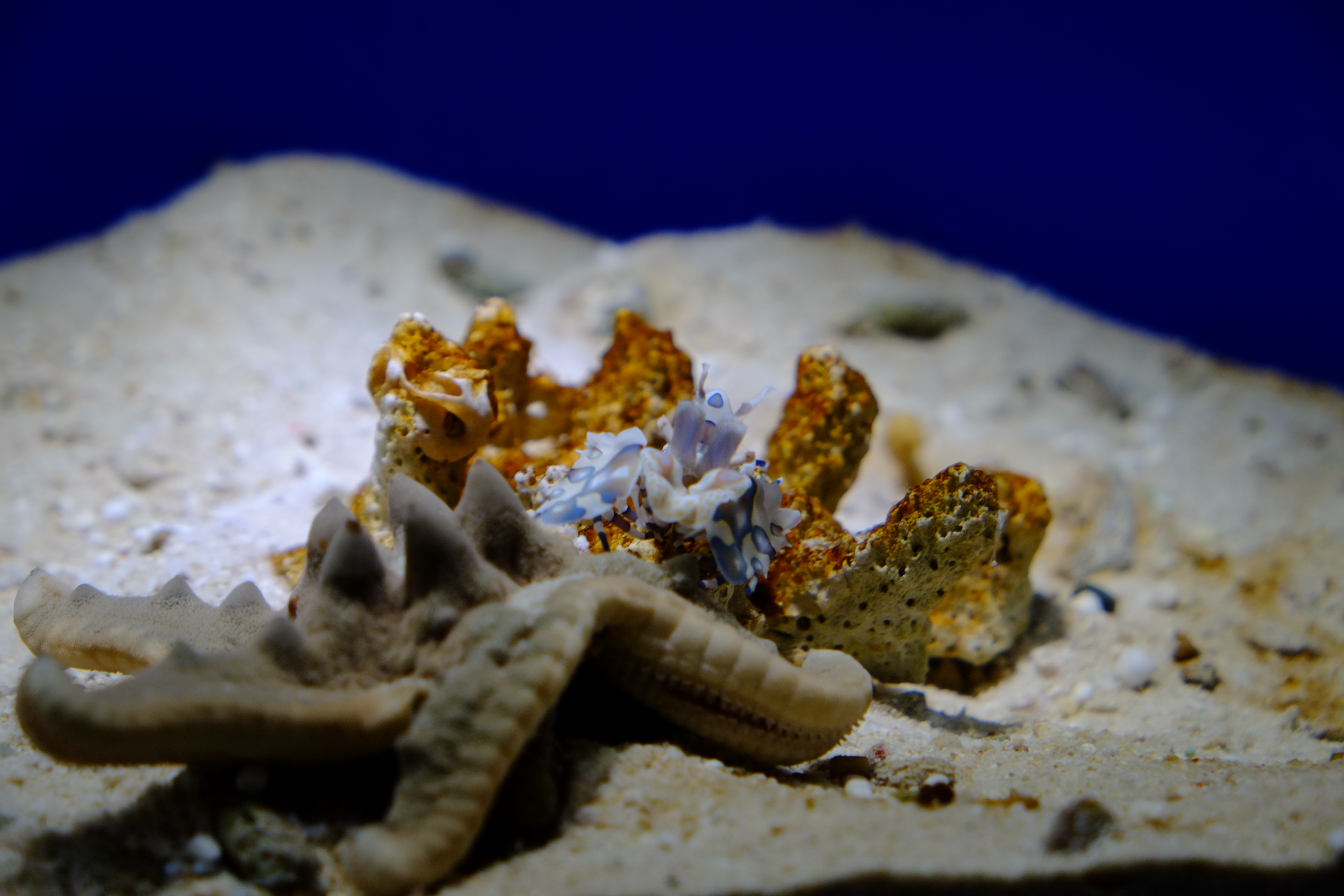
H. picta atacando una estrella de mar en el Museo de Ciencia Marina de la Universidad de Tokai, Japón
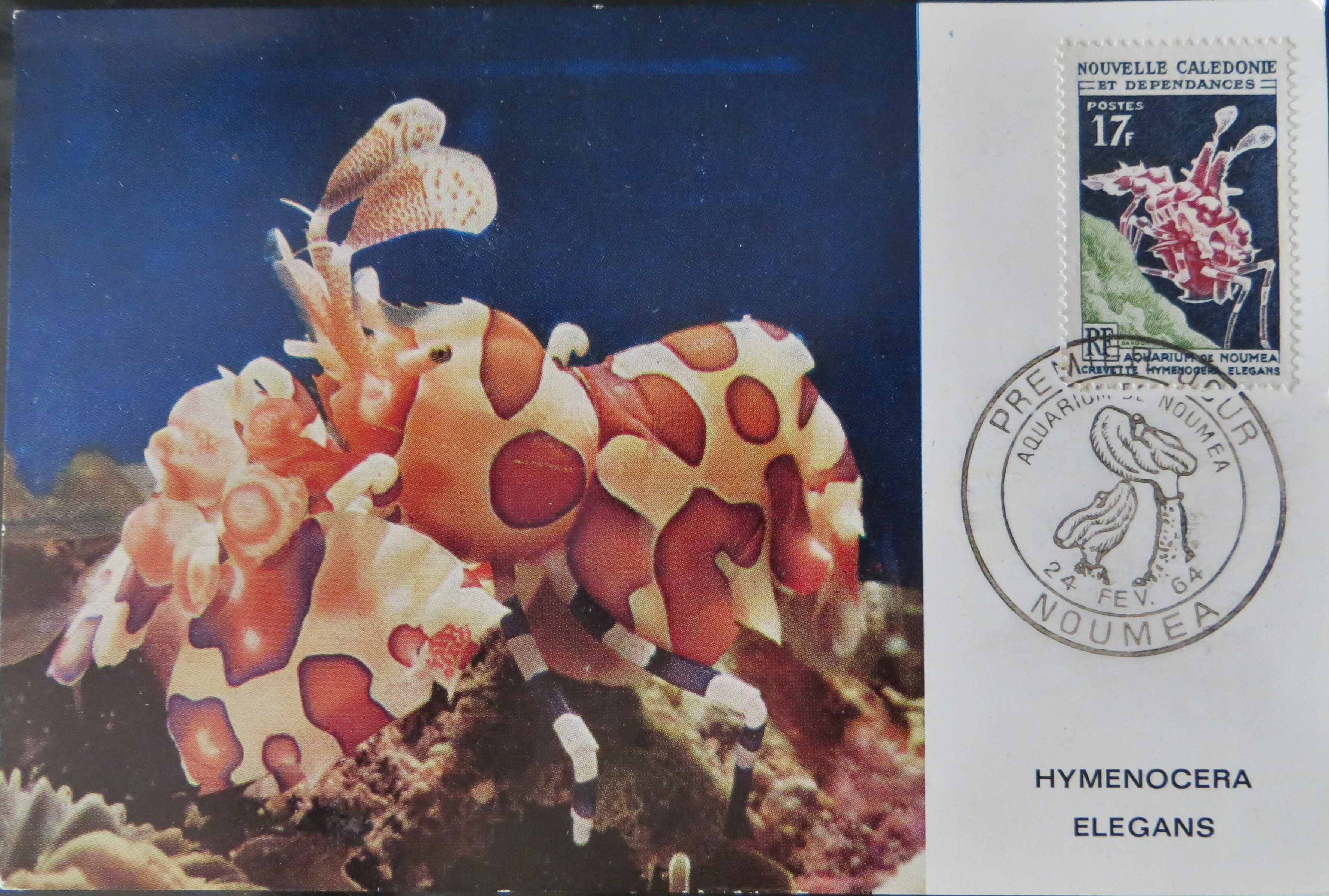
Sobre timbrado con sello postal de H. picta (sinonimia H. elegans), Nueva Caledonia